# Wasserstraßen- und Schifffahrtsamt Meppen
Das Wasserstraßen- und Schifffahrtsamt Meppen (WSA Meppen) war ein Wasserstraßen- und Schifffahrtsamt in Deutschland. Es gehörte zum Dienstbereich der Generaldirektion Wasserstraßen und Schifffahrt, vormals Wasser- und Schifffahrtsdirektion West.
Durch die Zusammenlegung der Wasserstraßen- und Schifffahrtsämter Meppen und Emden ging es am 15. Januar 2020 im neuen Wasserstraßen- und Schifffahrtsamt Ems-Nordsee auf.

## Zuständigkeitsbereich

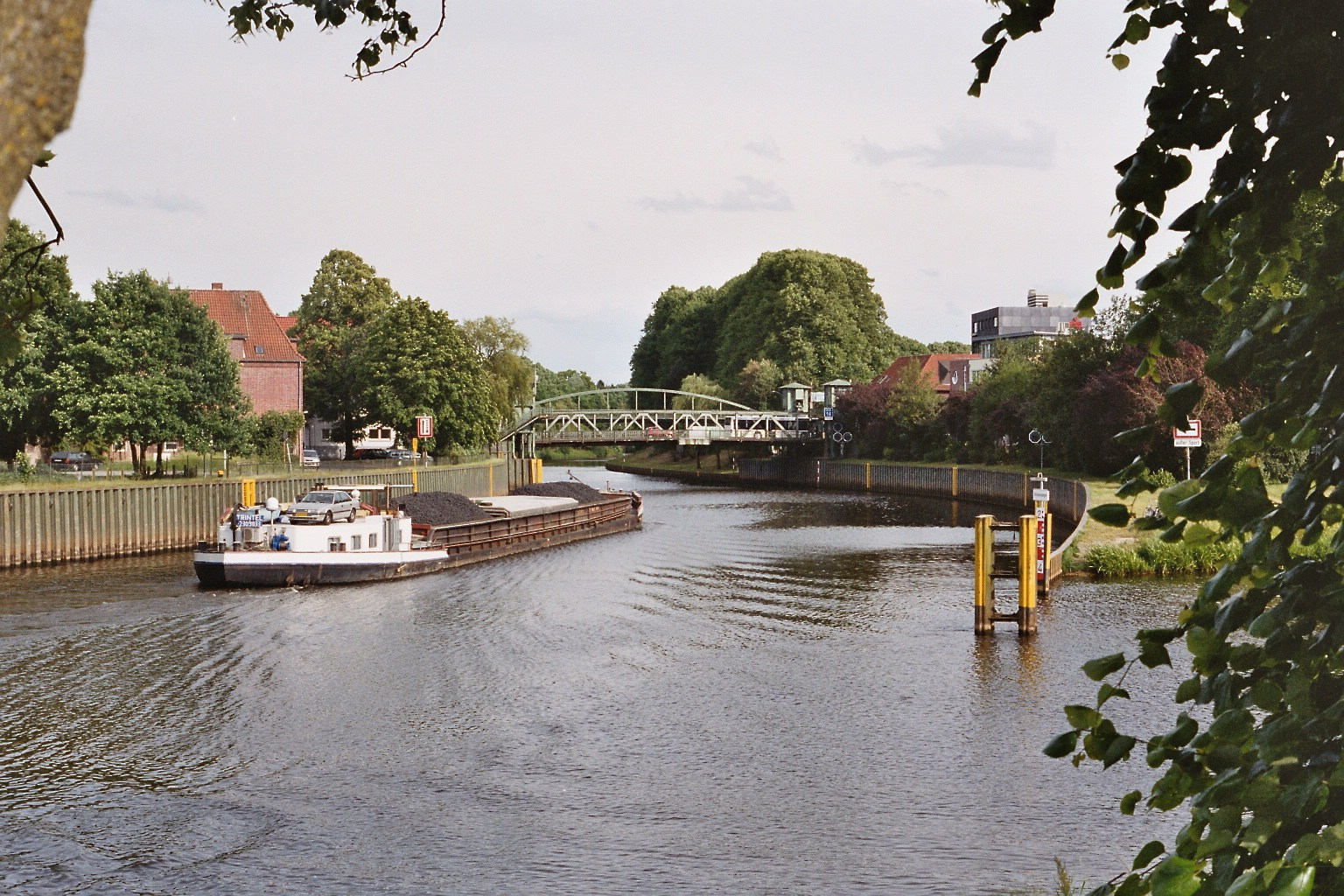
Mündung der Hase in die Ems in Meppen

Das Wasserstraßen- und Schifffahrtsamt Meppen war zuständig für die Bundeswasserstraßen Ems von Hanekenfähr bis Meppen inkl. diverser Altarme, die Hase in Meppen, den Dortmund-Ems-Kanal von Gleesen (km 138,3) bis Papenburg (km 225,82, Schleuse Papenburg), den Küstenkanal von westlich Oldenburg (km 8,05) bis zur Einmündung in den Dortmund-Ems-Kanal (km 69,6) und den Elisabethfehnkanal vom Küstenkanal zur Leda. Im Amtsbereich des Wasserstraßen- und Schifffahrtsamtes Meppen lag ferner der nicht fertiggestellte Seitenkanal Gleesen-Papenburg.

## Aufgabenbereich
Zu den Aufgaben des Wasserstraßen- und Schifffahrtsamtes Meppen gehörten:
- Unterhaltung der Bundeswasserstraßen im Amtsbereich
- Betrieb und Unterhaltung baulicher Anlagen, z. B. Schleusen, Wehre und Brücken
- Aus- und Neubau
- Unterhaltung und Betrieb der Schifffahrtszeichen
- Messung von Wasserständen
- Übernahme strom- und schifffahrtspolizeilicher Aufgaben.

## Außenbezirke
Zum Wasserstraßen- und Schifffahrtsamt Meppen gehörten die Außenbezirke in Meppen, Lathen, Edewechterdamm und die Bauhöfe Meppen und Lingen.
- Der Außenbezirk Meppen war zuständig für den Dortmund-Ems-Kanal von km 138,3 bis km 175,0, die Ems von Hanekenfähr (km 84,36) bis Meppen (km 123,25), die hier nicht schiffbar ist und die Hase in Meppen.
- Der Außenbezirk Lathen war zuständig für den Dortmund-Ems-Kanal von km 175,0 bis km 225,82, den Küstenkanal von km 64,0 bis km 69,6 sowie den Stichkanal Dörpen.
- Der Außenbezirk Edewechterdamm war zuständig für den Küstenkanal von km 8,05 bis km 64,16 sowie den Elisabethfehnkanal vom Küstenkanal (km 0,0) zur Leda (km 14,83).
- Der Bauhof Meppen nahm insbesondere Wartungs- und Instandsetzungsarbeiten an Schiffen und Anlagen des Wasserstraßen- und Schifffahrtsamtes Meppen wahr.

## Kleinfahrzeugkennzeichen
Den Kleinfahrzeugen im Bereich des Wasserstraßen- und Schifffahrtsamtes Meppen wurden Kleinfahrzeugkennzeichen mit der Kennung EL zugewiesen.